# MAMORU MIYANO LIVE TOUR 2010 〜WONDERING!〜
『MAMORU MIYANO LIVE TOUR 2010 〜WONDERING!〜』（マモルミヤノ ライブツアー にせんじゅう ワンダリング）は、宮野真守の2作目のライブ・ビデオ。2011年4月27日にキングレコードから発売された。

## 概要
2010年9月に行われた3rdライブツアー『MAMORU MIYANO LIVE TOUR 2010 〜WONDERING!〜』の東京公演2日目の模様とリハーサルや舞台裏の様子を収録。
Disc1は3rdライブツアー『MAMORU MIYANO LIVE TOUR 2010 〜WONDERING!〜』の東京公演2日目の全曲を収録している。プロローグからエピローグ、MCやさらには「Steal!！」曲中のコントも収録されており、編集、カット部分が少ない。
Disc2は3rdライブツアー『MAMORU MIYANO LIVE TOUR 2010 〜WONDERING!〜』のリハーサル風景、名古屋公演、東京公演、大阪公演全ての回のコントやMCなどを編集したものが収録されている。また、The song extra specialでは千秋楽である大阪公演のみで歌われたガンダム002期OPテーマで、UVERworldの儚くも永久のカナシがMCを含めフルで収録されている。

## 公演概要
- 2010年9月4日 - Zepp Nagoya（名古屋）
- 2010年9月11日 - JCBホール（東京）
- 2010年9月12日 - JCBホール（東京）
- 2010年9月20日 - Zepp Osaka（大阪）

## 演奏参加ミュージシャン
- ボーカル・パフォーマンス
  - 宮野真守

- バックバンド
  - ギター&バンドマスター
    - 木原良輔

  - ベース
    - 前田逸平

  - ドラム
    - 菊嶋亮一

  - キーボード
    - 佐野宏晃

  - キーボード＆マニピュレーター
    - KEI

- バックダンサー
  - FUMI
  - TOSHI
  - HIDE
  - sho-ta.

## 収録内容

### Disc1
| 01 | Prologue 〜Welcome to the“WONDERING!”〜 1:30 |
| 02 | 逆さま地球 6:31                              |
| 03 | WONDER LOVE 4:25                             |
| 04 | Splash Blue −WONDERING LIL MIX− 4:29         |
| 05 | 白昼夢 4:41                                  |
| 06 | Sea Tide 4:48                                |
| 07 | 蒼ノ翼 4:04                                  |
| 08 | Theme of WONDERING! 4:23                     |
| 09 | My World 4:49                                |
| 10 | トロイメライ 4:28                            |
| 11 | …君へ −ballad− 6:13                          |
| 12 | REFRAIN 4:44                                 |
| 13 | Secret Mission 2:17                          |
| 14 | Steal!! 4:58                                 |
| 15 | BODY ROCK 4:08                               |
| 16 | BE 3:35                                      |
| 17 | Kiss×Kiss 4:55                               |
| 18 | Not Alone 11:36                              |
| 19 | ハッピーライフ! 3:40                         |
| 20 | J☆S 5:30                                     |
| 21 | Epilogue 2:14                                |

### Disc2
| 01 | Rehearsal    |
| 02 | Zepp Nagoya  |
| 03 | JCB HALL 1st |
| 04 | JCB HALL 2nd |
| 05 | Zepp Osaka   |

### The song extra special
1. 「儚くも永久のカナシ」（Zepp Osaka公演）